# Аврийе
Аврийе (фр. Avrillé) — коммуна на западе Франции, регион Пеи-де-ла-Луар, департамент Мен и Луара, округ Анже, кантон Анже-4. Крупнейший по численности населения пригород Анже, примыкает к нему с северо-запада. Через территорию коммуны проходит автомагистраль А11.
Население (2020) — 14 727 человек.

## История
Найденные на территории коммуны при раскопках предметы, относящиеся к периоду неолита, позволяют говорить о том, что люди в этом месте проживали с древних времен. Существование собственно поселения Аврийе можно проследить с XII века. В 1129 году граф Фульк Анжуйский отправился в крестовый поход и пожертвовал часть своих земель аббатисе Ронсере и разрешил ей основать поселение. Затем в нем была построена церковь Святого Жиля.
На протяжении веков жители Аврийе занимались разработкой сланцевых угодий и выращиванием винограда. Это была небольшая деревня, довольно бедная. Его территориальные границы с конца семнадцатого века соответствуют нынешним. В 1791 году Аврийе стала коммуной. 
В период с января по апрель 1794 года, во время Вандейских войн, от 863 до 3000 человек (мужчин и женщин) были расстреляны в месте, которое позже назовут «полем мучеников», местом паломничества в Анжу. В XIX веке на этом месте была построена часовня. Папа Иоанн Павел II причислил к лику блаженных 99 убитых, в том числе Одиль Богар и Мари-Анн Вуайо, двух монахинь, в честь которых названы улицы коммуны.
В межвоенный период XX века были проведены относительно крупные работы по благоустройству коммуны: в 1925 году лес Буа-дю-Руа был расчищен для строительства жилого комплекса, в 1926 году появилось электричество, а в 1929 году началось строительство парка де-ла-Э. В 1939 году архитектор Эрнест Брикар построил в Аврийе школу авиации для Французской авиационной компании.
Нацисты использовали Аврийе в качестве базы Кригсмарине и для хранения своих истребителей-бомбардировщиков. Это сделало коммуну целью для авиации союзников, которая бомбила ее летом 1944 года. 
До 1950-х годов Аврийе был небольшим бедным пригородом Анже, как сельским, так и рабочим. Только главная дорога была заасфальтирована, остальные улицы оставались грунтовыми. В 1950-х и 1960-х годах Аврийе стал развиваться и трансформироваться. Было построено современное жилье, заасфальтированы улицы, население к этому времени утроилось. 
Сейчас Аврийе – это живописный, очень зеленый пригород, который награжден четырьмя цветами на конкурсе флоры городов и поселков Франции (по данным мэрии, в городе пять парков и более 11 тысяч деревьев).

## Достопримечательности
- Церковь Святого Жиля 1983 года, построенная на месте средневековой церкви
- Шато Ла-Перьер XIII-XVII веков; сейчас в нем проводятся праздничные и деловые мероприятия

## Экономика
Структура занятости населения:
- сельское хозяйство — 0,0 %
- промышленность — 22,2 %
- строительство — 5,9 %
- торговля, транспорт и сфера услуг — 44,5 %
- государственные и муниципальные службы — 27,4 %

Уровень безработицы (2019) — 13,3 % (Франция в целом — 12,9 %, департамент Мен и Луара— 11,9 %). 

Среднегодовой доход на 1 человека, евро (2020) — 24 770 (Франция в целом — 22 400, департамент Мен и Луара — 21 790).

## Демография
Динамика численности населения, чел.

## Администрация
Пост мэра Аврийе с 2020 года занимает Каролин Уссен-Сальвета (Caroline Houssin-Salvetat). На муниципальных выборах 2020 года возглавляемый ею независимый список одержал победу во 2-м туре, получив 36,47 % голосов (из трех списков).
| Период | Период | Фамилия                | Партия                                                                               | Примечания                                                                                   |
| ------ | ------ | ---------------------- | ------------------------------------------------------------------------------------ | -------------------------------------------------------------------------------------------- |
| 1959   | 1977   | Ив Бенье               |                                                                                      |                                                                                              |
| 1977   | 1983   | Ги Паскье              |                                                                                      |                                                                                              |
| 1983   | 2020   | Марк Лаффинёр          | Союз за французскую демократию Союз за народное движение Республиканцы Разные правые | врач-анастезиолог, депутат Национального собрания, государственный секретарь (2011-2012 гг.) |
| 2020   |        | Каролин Уссен-Сальвета | Разные правые                                                                        | директор по человеческим ресурсам                                                            |

## Галерея
- Шато Ла-Перьер
- Пруд Сен-Никола